# Cardiotoxina III

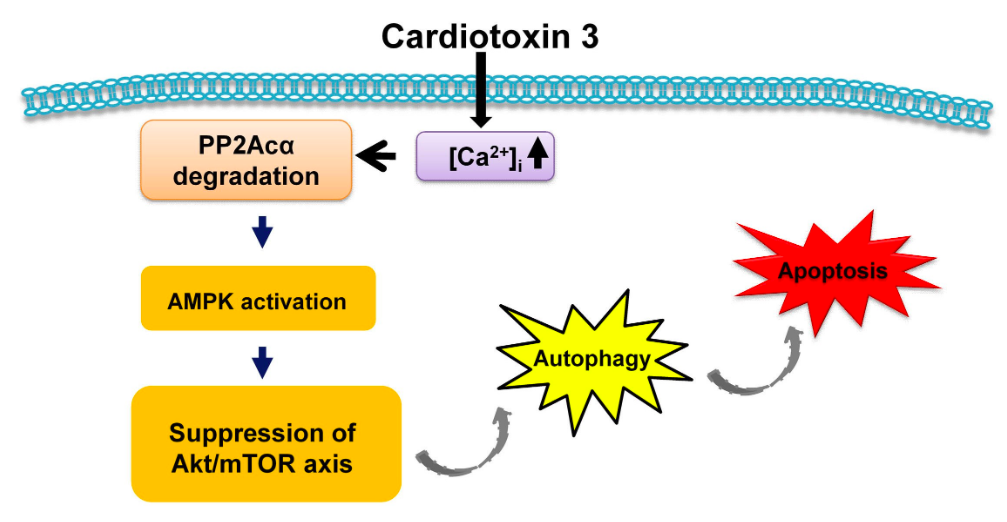
La vía de la cardiotoxina III para inducir la apoptosis.

La cardiotoxina III (CTX III, también conocida como citotoxina 3) es una toxina de la Cobra de Taiwán (Naja naja atra) que consiste en un polipéptido de sesenta aminoácidos. 
Recientes evidencias han mostrado que la CTX III puede inducir apoptosis en células K562 por medio de la liberación de citocromo c.
Esta proteína pertenece a la gran familia de toxinas de los venenos de serpientes.